# کومیکو، شکارچی گنج
کومیکو، شکارچی گنج (انگلیسی: Kumiko, the Treasure Hunter) فیلمی در ژانر درام به کارگردانی دیوید زلنر است که در سال ۲۰۱۴ منتشر شد. از بازیگران آن می‌توان به رینکو کیکوچی اشاره کرد.

## داستان
یک زن خسته‌ی ژاپنی ک نسخه‌ای مخفی از فیلم "فارگو" را بر روی VHS پیدا می کند و باور می کند که این یک نقشه گنج است و او را به پول زیادی می رساند...